# マンション一括受電
マンション一括受電（マンションいっかつじゅでん）とは、マンションなどの集合住宅において、集合住宅全体で電力会社と高圧電力契約を行い、各専有部分利用者は高圧電力契約者と低圧契約することで、電気の供給を受ける電気契約の方法をいう。
高圧電力料金単価と低圧電力料金単価の差によって、電気料金を引き下げることができる。

## 概要

### 要件
一般的に、マンション専有部における電気契約は、各専有部分利用者が個別に電力会社と低圧電灯契約を締結するが、マンション全体の契約電力が50kWを超える場合は、電力会社との契約主体を単一にすることにより、高圧電力契約をすることができる。
電力会社との電気契約は原則として、1構内を1契約でなければならないので、マンション一括受電を行う場合、各専有部分利用者は個別に電力会社等と電気契約を締結することはできなくなる。また、共用部もマンション一括受電に含まれることになる。

### 電気料金単価
電気料金単価は家庭用の場合、約23円/kWhであるが、高圧電力の場合16円/kWhなので、高圧電力契約をすることにより、この料金単価の差によって電気料金を引き下げることが可能となる。

### 設備の法的位置づけ
各戸が電力会社と低圧による契約をする場合とマンション一括受電で、設備に技術上の大きな違いはないが、電気事業法上は前者は電気事業の用に供する電気工作物であり、後者は自家用電気工作物となる。
自家用電気工作物（マンション一括受電）では電気主任技術者を選任し、保安規定の作成を行い、経済産業省に届け出なければならない。そのうえで、保安規定に基づいて毎年または3年毎に停電を伴う点検を行う必要がある。　

### 一括受電のための業務
一括受電をするために、各戸の電力量計を検針して、各戸の電気料金を算出、請求するなど、従来電力会社が行っていた業務が必要となる。

### 一括受電サービス
一括受電を行うためには電力会社に代わって、管理組合が電気設備を所有し、それを維持管理し、検針などの業務を行う必要があるが、管理組合に代わって、これらをまとめて行うサービスを一括受電サービスといい、一括受電サービスを行う業者を一括受電サービス業者という。
一括受電サービスではサービス業者が設備を所有し、電力会社と高圧契約を結ぶ。そのうえで一括受電サービス会社が各戸に電気を販売する。共用部電気は管理組合に販売する。　
このため、管理組合には初期費用は掛からないし、設備の償却費や点検保守業務、検針、料金徴収などの経費は一括受電サービス会社が負担する。これらの費用や経費および、サービス会社の運営経費や利益は電気料金から賄われるので、各戸の電気料金割引率は管理組合が直接行う場合より、低くなる。

## 販売方法
一括受電の販売方法は、新築マンションまたは既存マンションによって大きく異なり、新築マンションではデベロッパー、既存マンションでは管理組合が提案相手となる。既存マンションの場合、導入に関して総会での特別決議に加え、居住者全員の承諾を得る必要がある。

## 最高裁判所判決
2019年3月5日、最高裁判所第三小法廷は、マンション一括受電の契約について、管理組合の総会での決議は専有部には効力を有さず、専有部の既存の個別契約を解約する義務は無い、とする判決を下した。

## 主な一括受電サービス業者
- BBIQ電力（QTnet）
- レジル（旧：中央電力）[10][11]
- アイピー・パワーシステムズ
- NTTファシリティーズ
- M・E・M
- エフビットグループ
- 大和エネルギー
- オリックス電力
- ファミリーネット・ジャパン
- 長谷工アネシス
- マンション高圧化有限責任事業組合
- 日本電力